# Glucosemeter

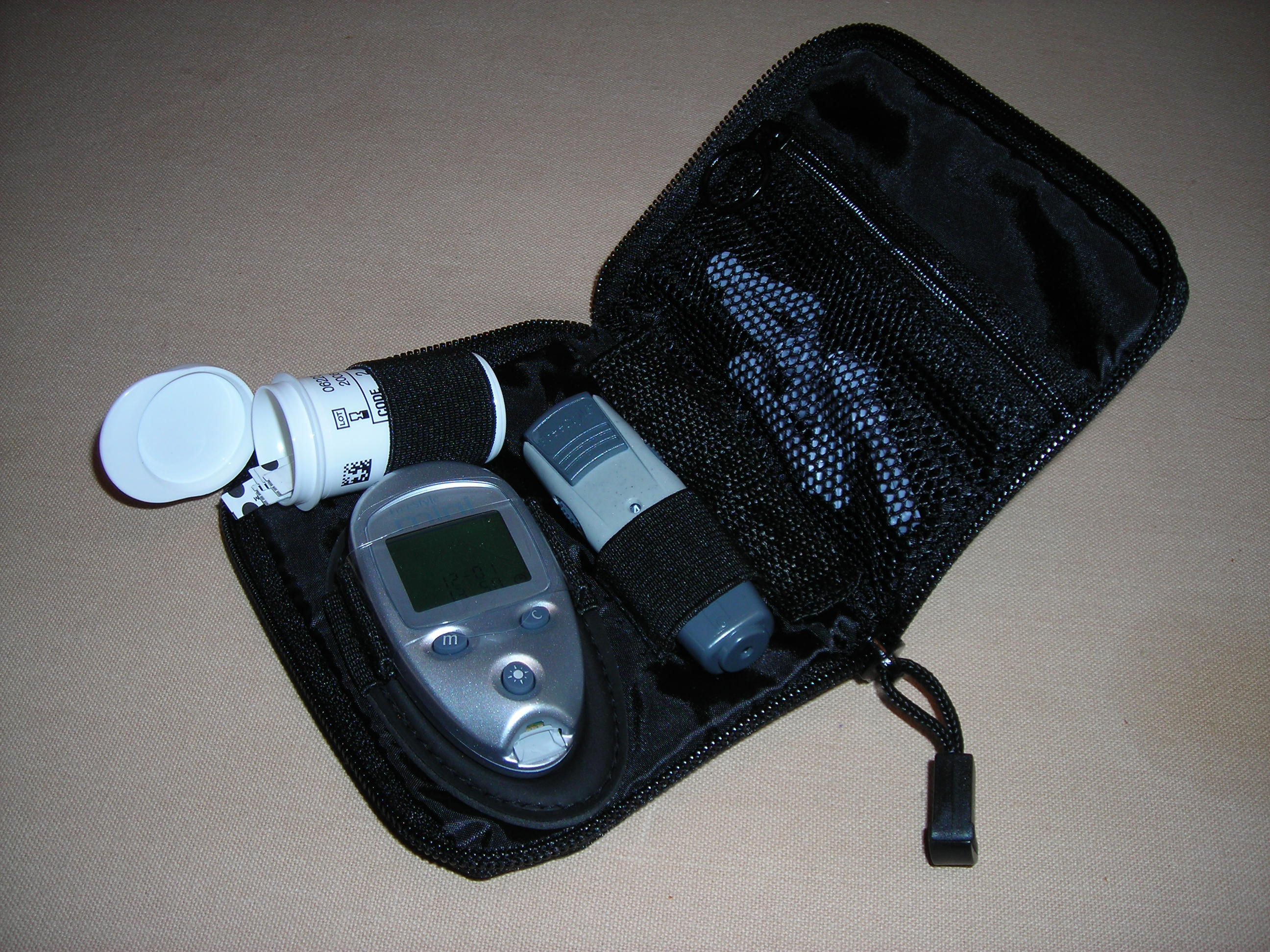
Een bloedsuikermeter met strips en prikpen

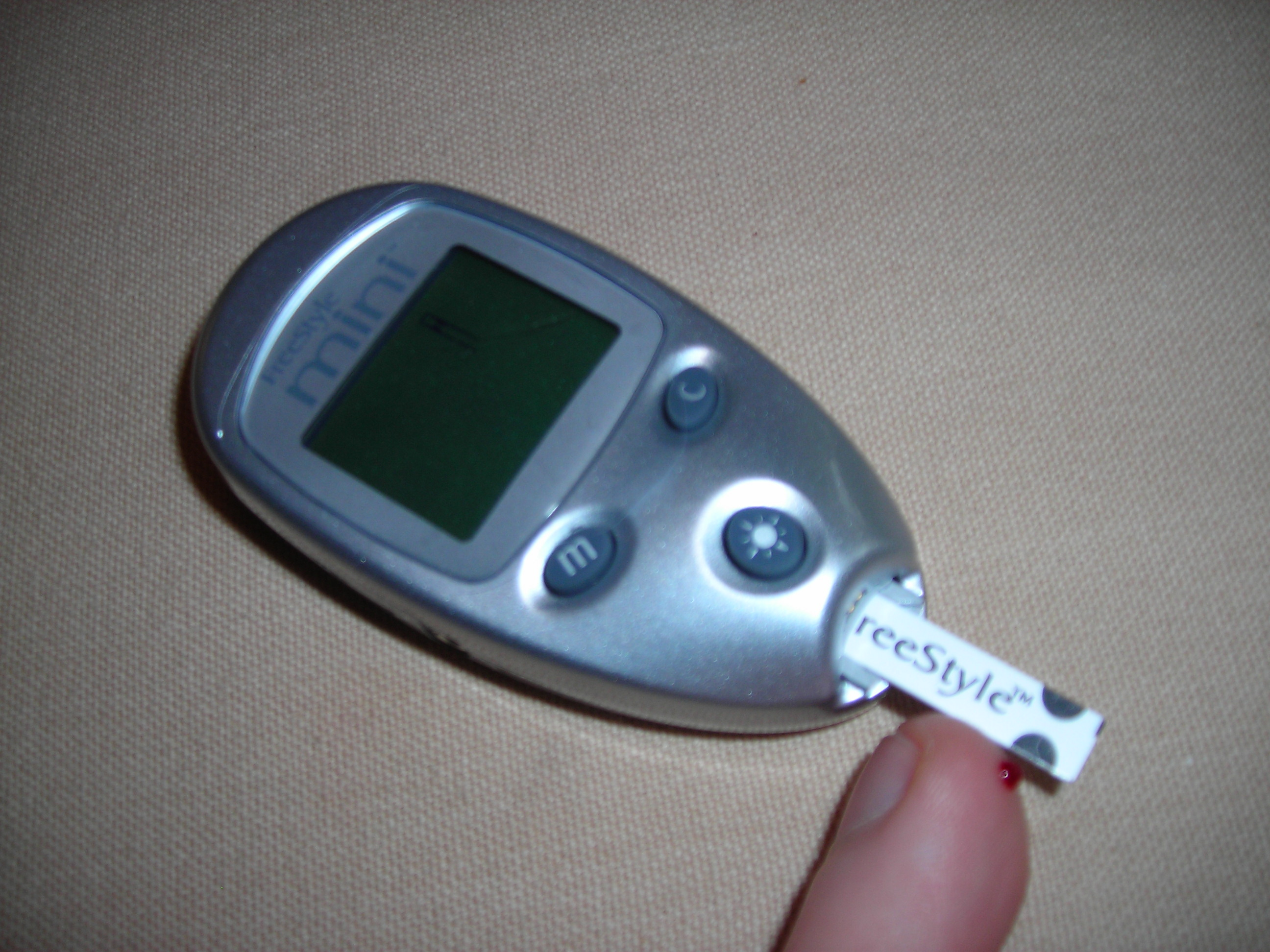
Het zelf meten van de bloedsuikerspiegel

Een glucosemeter is een toestel waarmee men de glucoseconcentratie in een vloeistof kan meten.
De bekendste toepassing van een glucosemeter is die waarbij men met behulp van een biosensor de bloedsuikerspiegel in het bloed kan meten. Dit is zeer belangrijk bij de behandeling van diabetes mellitus (suikerziekte).
Door middel van een prikje in de vinger wordt een druppel capillair bloed verkregen die op een teststrookje wordt gebracht. Het teststrookje bevat chemicaliën die een reactie met de glucose aangaan en dit vertalen in de weerstand tussen de contacten van het strookje. Na enkele seconden verschijnt de uitslag in een digitaal lcd-venster. Aan de hand van de uitslag kan dan worden bekeken of de medicijnen moeten worden gewijzigd.
Er zijn glucosemeters die beschikken over Bluetooth, waarmee meetresultaten kunnen worden geëxporteerd. Die kunnen zo worden gedeeld met een arts of verpleegkundige. 

## Vergoeding in Nederland
Voor mensen die insuline spuiten is het op deze manier zelf kunnen meten van de bloedsuikerspiegel onmisbaar; voor patiënten die op orale medicatie (tabletten) zijn ingesteld aanbevelenswaardig. In Nederland werd aanvankelijk alleen voor de eerste groep door de ziektekostenverzekeraars een meter vergoed. Vanaf eind 2006 zijn een aantal zorgverzekeraars overgegaan tot het vergoeden van deze meters en teststrips voor type 2 diabetes patiënten. Wel is hoeveelheid strips die per jaar wordt vergoed aanzienlijk lager. De prijzen van  glucosemeters en teststrips zijn sinds de introductie dalende. Enerzijds doordat de strips en meters niet alleen meer verkrijgbaar zijn via de apotheker - maar ook in toenemende mate via allerlei webwinkels - en anderzijds doordat er meer producenten zijn gekomen.

## Meetsequentie
De meetsequentie van de glucosemeter van het bedrijf Hoffmann-La Roche bestaat uit vier fasen: (Deze meetwaarden kunnen eenvoudig met een multimeter en een opengemaakt teststrookje nagegaan worden.)
1. Voor het aanbrengen van de bloeddruppel, staat er een elektrische spanning van 200 mV op de Pd elektroden. Deze dient om het aanbrengen van de druppel te detecteren, en zo de start van de reactietijd te bepalen. Dit kan gesimuleerd worden door een kortsluiting te maken tussen beide meetelektroden.
2. De reactietijd is ongeveer 20 s. Hierbij valt de spanning terug op 0 mV. De bloeddruppel laat het enzym en de chemische mediator die in poedervorm op het teststrookje aanwezig zijn, in oplossing komen. De bloedsuiker wordt afgebroken door het enzym (glucosedehydrogenase), en elektronen worden via de cofactor van het enzym (PQQ) aan de mediator kaliumferricyanide (met Fe (III)) afgegeven die hierdoor reduceert tot kaliumferrocyanide (met Fe (II)).
3. Hierna breekt een meettijd van 5 seconden aan waarbij de spanning stijgt tot 300 mV. Het apparaat meet nu de elektrische stroom die een maat is voor de oorspronkelijk aanwezige glucoseconcentratie. De correlatie gebeurt aan de hand van de kalibratiechip die bij de teststrookjes geleverd werd.
4. Ten slotte verschijnt het omgerekende bloedsuikergehalte.

Het apparaatje bevat nog extra functionaliteiten zoals het bijhouden van een agenda met gemeten bloedsuikerwaarden.